# Savana sudanese occidentale
La savana sudanese occidentale è un'ecoregione dell'ecozona afrotropicale, definita dal WWF (codice ecoregione:AT07022), che si estende attraverso l'Africa occidentale, dalla costa atlantica del Senegal fino alla Nigeria orientale. È situata tra il Sahel, a nord, e il mosaico di foresta e savana della Guinea, a sud.

## Territorio
È un'ecoregione di savana che occupa una superficie di 1.638.500 chilometri quadrati in Africa occidentale, dalla costa atlantica del Senegal, attraverso il Gambia occidentale, il Mali meridionale, il Burkina Faso, la Guinea settentrionale, la Costa d'Avorio, il Ghana, il Togo, il Benin e il Niger meridionale, fino alla Nigeria orientale.
Confina a nord con la savana ad acacia del Sahel e la savana inondabile del delta interno del Niger-Bani, a est con il mosaico dei monti Mandara e la savana sudanese orientale e a sud con il mosaico di foresta e savana della Guinea, il mosaico di foreste-praterie dell'altopiano di Jos e le foreste di pianura della Guinea orientale. Inoltre, entro i suoi confini è presente un'enclave della savana inondabile del lago Ciad.
È una regione molto pianeggiante, con un'altitudine compresa tra i 200 e i 400 m. Il clima è tropicale, con stagioni molto marcate. La stagione secca dura vari mesi, durante i quali la maggior parte degli alberi perdono le foglie e le erbe si seccano.

## Flora
È una savana secca alberata, costituita fondamentalmente da grandi alberi ed erba alta della specie Pennisetum purpureum.

## Fauna
Nell'ecoregione sopravvivono varie specie di grandi mammiferi, tra cui alcune minacciate di estinzione. La sottospecie occidentale dell'eland gigante (Taurotragus derbianus derbianus) sopravvive solamente in Senegal e Mali. Sono presenti anche piccole popolazioni di licaone (Lycaon pictus), leone (Panthera leo), leopardo (Panthera pardus), ghepardo (Acinonyx jubatus), elefante (Loxodonta africana), giraffa occidentale (Giraffa camelopardalis peralta), antilope roana (Hippotragus equinus) e bufalo cafro (Syncerus caffer).
Tra le specie endemiche di questa regione vi sono il toporagno Crocidura cinderella e il topo striato Lemniscomys linulus, nonché otto specie di rettili e tre di anfibi.

## Conservazione

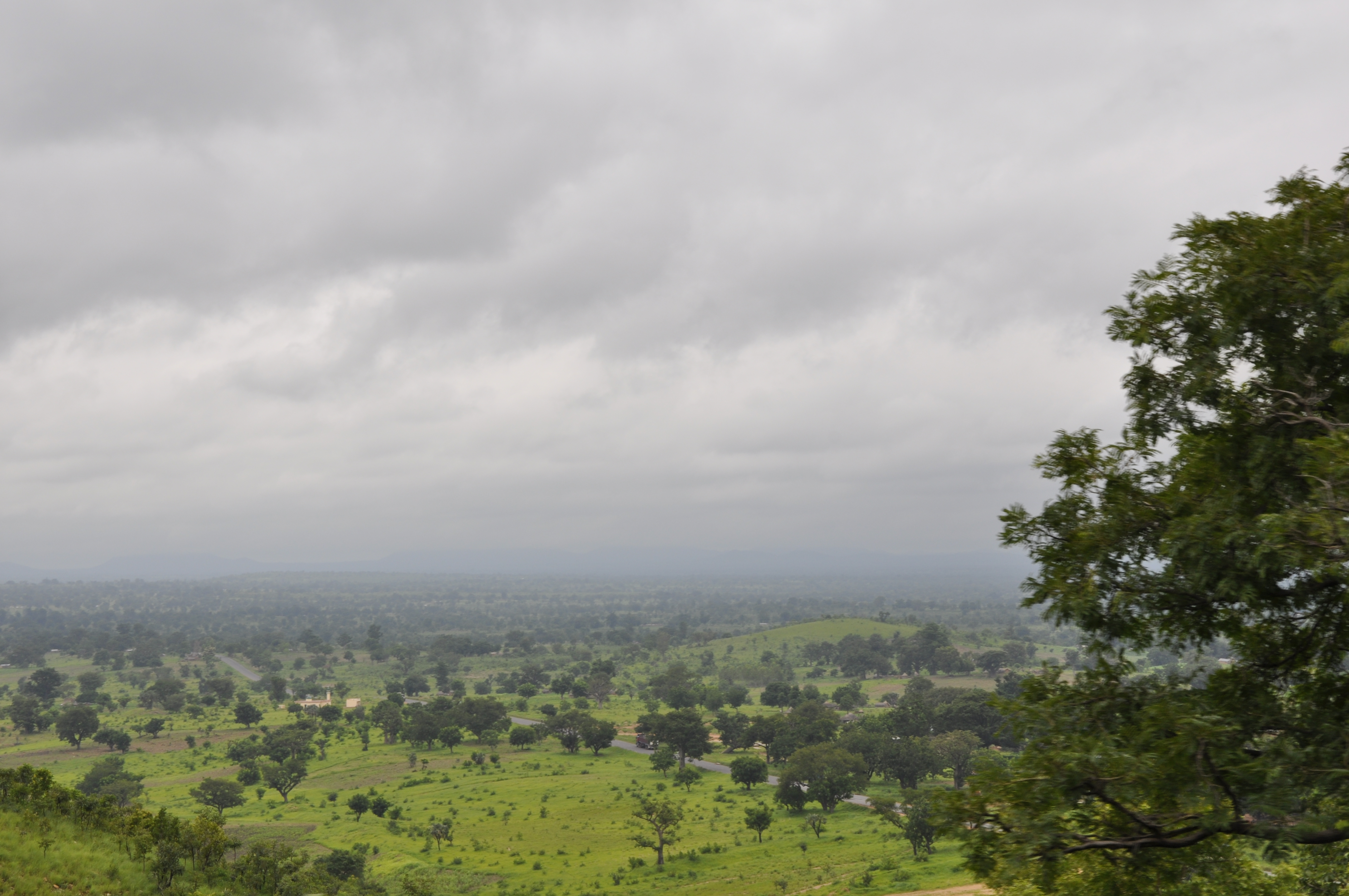
Vegetazione nei pressi di Kara, Togo

In pericolo critico. Questa ecoregione è stata in gran parte distrutta dalle attività umane (agricoltura, incendi, deforestazione per legno e carbone, caccia). I grandi animali sono stati decimati dalla caccia.
Solamente il 6,7% dell'ecoregione è protetto, e in gran parte delle aree protette la protezione non è adeguata. Tra le aree protette ricordiamo:
- il parco nazionale della Boucle du Baoulé in Mali;
- il parco nazionale del fiume Gambia in Gambia;
- il parco nazionale di Kainji in Nigeria;
- il parco nazionale Mole in Ghana;
- il parco nazionale Niokolo-Koba in Senegal;
- il parco nazionale del Comoé in Costa d'Avorio;
- il parco nazionale della W del Niger in Niger, Burkina Faso e Benin.

Gli ultimi tre sono stati dichiarati patrimonio dell'umanità dall'UNESCO.